# Emberes űrrepülések
Az emberes űrrepülés emberrel végrehajtott űrrepülés a Föld légkörén túlra. 1961 óta több mint 260 űrrepülést hajtottak végre űrhajósok szovjet és orosz, amerikai és kínai űrhajón. Először Jurij Gagarin repült a világűrben 1961. április 12-én.
Az űrrepülés feltétele a világűr elérése. A légkör és a világűr között nincs éles határvonal. A legáltalánosabban elfogadott álláspont a Nemzetközi Asztronautikai Szövetségé, amely szerint a világűr 100 kilométeres magasságban kezdődik, de a funkcionalizmus hívei szerint a világűr ott kezdődik, ahol már létezhet orbitális mozgás. Az Amerikai Egyesült Államokban a 80 km magasságig eljutott pilótákat már asztronautáknak nevezik. 
80 km-es magasság alatt szuborbitális repülésről beszélünk.

## Emberek űrbejuttatását célzó programok
(zárójelben a repülések száma, az ország és a repülések időszaka)
- Vosztok-program (6, Szovjetunió, 1961–1963);
- Mercury-program (6, USA, 1961–1963);
- Voszhod-program (2, Szovjetunió, 1964–1965);
- Gemini-program (10, USA, 1965–1966);
- Szojuz-program (98 (1004), Szovjetunió/Oroszország, 1967–);
- Apollo-program (12, USA, 1968–1972);
- Szojuz–Apollo-program (1, USA, Szovjetunió, 1975);
- Skylab-program (3, USA, 1973–1974);
- Space Shuttle (1352, USA, 1981–2011);
- Sencsou-program (33, Kína, 2004–);

1 2008. októberig
2 2011. július 21. (Magyar idő szerint 11:57-kor szállt le az utolsó STS küldetés az Atlantis űrrepülőgéppel.)
3 2008. szeptemberig
4 a Föld körüli pálya elérése előtt megszakadt 2 repüléssel

## Lásd még
- Űrkutatás
- Űrtörténelem
- Űrállomás
- Bolygóközi repülés
- Csillagközi repülés